# Úcar
Úcar (baszkul: Ukar, ami szintén hivatalos elnevezés) település Spanyolországban, Navarra autonóm közösségben. Úcar Galar, Biurrun-Olcoz, Tirapu, Añorbe, Enériz és Adiós községekkel határos. Lakosainak száma 190 fő (2024).

## Népesség
A település népessége az elmúlt években az alábbi módon változott:
| Lakosok száma | 116  | 145  | 153  | 144  | 179  | 191  | 175  | 184  | 185  | 190  |
|               | 2001 | 2004 | 2006 | 2009 | 2011 | 2014 | 2016 | 2019 | 2021 | 2024 |